# Anissa (chanson)
Singles de Wejdene
J'peux dead
(2020) Coco
(2020)
Pistes de 16
16 Coco
Anissa, est un single de la chanteuse Wejdene, sorti en 2020. Le single est certifié single d'or, puis single de platine en France.

## Écriture et composition
La chanson est co-écrite par Mehdi Nine et Wejdene. Mehdi Nine assure la production du single. La chanson de style R&B comprend des influences de trap, d’afrobeats et de kizomba,. Anissa raconte une histoire de vengeance, basée sur des « faits réels », de Wejdene trompée par son petit ami avec sa cousine,.
Le passage des paroles « Tu prends tes caleçons sales et tu hors de ma vue » est grammaticalement incorrect. C'est en studio que Wejdene s'en rend compte : son directeur artistique lui fait remarquer qu'il manque un verbe après le « tu » et avant le « hors de ma vue », mais elle n'a pas souhaité modifier le passage.

## Promotion
Anissa est promue sur le réseau social TikTok à l'aide du défi « #AnissaChallenge » où des internautes se filment et reproduisent les paroles de la chanson. Le défi est relayé plus de 100 000 fois,. Pour Sud Ouest, cette diffusion « permet à Wejdene de passer des réseaux sociaux au circuit traditionnel de l’industrie musicale ».

## Accueil critique
Pour Sud Ouest, « les sonorités restent attendues » et les paroles sont qualifiées de « simpliste », où Wejdene se « réapproprie à sa guise la grammaire française ». Une écriture qui est analysée comme une « stratégie » car « [Wejdene] a compris qu'être à l'origine de nouvelles expressions était l'un des moyens les plus efficaces de squatter durablement les playlists et les charts ». La syntaxe de la phrase « Tu hors de ma vue » est comparée à la chanson d'Aya Nakamura Djadja.
Sud Ouest compare la thématique de la chanson à celle des « figures pop d'antan » comme Sheila, Véronique Sanson, Jacqueline Taïeb ou Françoise Hardy. Et rappelle que Wejdene est dans la tradition du R&B français qui fait « ses choux gras des ruptures amoureuses » depuis les années 2000 avec des chanteuses comme Vitaa ou Sheryfa Luna.

## Classements
| Classement (2020)                       | Meilleure position |
| --------------------------------------- | ------------------ |
| Belgique (Wallonie Ultratop 50 Singles) | 8                  |
| France (SNEP)                           | 3                  |
| Suisse (Schweizer Hitparade)            | 73                 |

| Classement (2020)            | Position |
| ---------------------------- | -------- |
| France (SNEP)                | 25       |
| Belgique (Wallonie Ultratop) | 97       |

## Certification
| Région | Certification | Ventes/Streams |
| --- | ------------- | -------------- |
| France (SNEP) | Diamant       | 50 000 000‡    |
| *Ventes selon la certification ^Mise en rayon selon la certification xNon précisé par la certification ‡ventes/streaming selon la certification |               |                |